# Lira de África Oriental Italiana
La lira fue la moneda del África Oriental Italiana (en italiano: Africa Orientale Italiana, o AOI) entre 1936 y 1941. Equivalía a la lira italiana y se dividía en 100 céntimos (en italiano: centesimi).
Además la lira italiana circulaba junto a estos billetes específicos, pero principalmente las monedas de 1, 2 y 5 liras de acero inoxidable, 10 y 20 liras de plata, al igual que en la Somalia Italiana.
En Etiopía los billetes de la lira de AOI y las monedas italianas antedichas sustituyeron al birr, mientras que en Eritrea sustituyeron al tallero colonial. También reemplazó brevemente al chelín de África Oriental entre 1940 y 1941 en la Somalilandia británica. 
Posteriormente la lira fue sustituida por el chelín de África Oriental en 1941, cuando el Reino Unido obtuvo el control de las colonias de Italia, con una tasa de cambio de 1 chelín = 24 liras. En los años 60 aún se seguían utilizando antiguas expresiones para referirse a las monedas de 25 céntimos, como por ejemplo Lix lira (six lira = 6 ITL).

## Billetes
En 1938, se emitieron billetes para su uso específico en el África Oriental italiana en denominaciones de 50, 100, 500 y 1000 liras. Los diseños de estos billetes eran como los de la lira corriente, excepto el color del papel y además tenían impresa la leyenda Serie speciale Africa Orientale italiana.
| Imagen del anverso | Imagen del reverso | Denominación | Color predominante | Descripción del anverso                  | Descripción del reverso              |
| ------------------ | ------------------ | ------------ | ------------------ | ---------------------------------------- | ------------------------------------ |
|                    |                    | 50 Liras     | Verde              | LIRE CINQVANTA - BANCA D'ITALIA          | 50 LIRE - Loba capitolina            |
|                    |                    | 100 Liras    | Verde              | LIRE CENTO - BANCA D'ITALIA - Diosa Roma | LIRE CENTO - BANCA D'ITALIA - Águila |